# Next to Normal
Next to Normal (conocido en español como Casi normales o Casi normal dependiendo de la producción) es un musical rock con libreto y letras de Brian Yorkey y música de Tom Kitt. Su trama central se desarrolla en torno a Diana Goodman, una mujer con trastorno bipolar, y los efectos que la enfermedad tiene sobre su familia. La obra también toca temas como la pérdida, el suicidio, el abuso de psicofármacos, la ética en la psiquiatría moderna o la crítica a la vida suburbana.
El espectáculo se estrenó en 2008 en el Second Stage Theater del Off-Broadway y un año después dio el salto al circuito comercial neoyorquino, donde debutó el 15 de abril de 2009 en el Booth Theatre de Broadway, recibiendo diferentes premios entre los que se incluye el Pulitzer de teatro. Desde entonces, Next to Normal ha podido verse en numerosos países a lo largo de todo el mundo.

## Desarrollo
En 1998, Brian Yorkey escribió un sketch teatral titulado Feeling Electric sobre una mujer que se somete a una terapia de electroshock y el impacto que el tratamiento tiene sobre su familia. La pieza, de diez minutos de duración, era una crítica abierta a los procedimientos de la psiquiatría convencional y fue musicalizada por Tom Kitt, compañero de Yorkey en el BMI Lehman Engel Musical Theatre Workshop.
Yorkey y Kitt continuaron desarrollando otros proyectos, pero nunca dejaron de trabajar en Feeling Electric hasta convertirlo en un musical de larga duración. La primera lectura dramatizada tuvo lugar en 2002 en el Village Theatre de Issaquah, Washington, a la que siguieron otras presentaciones en la ciudad de Nueva York, como el concierto en The Cutting Room que protagonizaron Sherie Rene Scott (Diana), Norbert Leo Butz (Dan), Anya Singleton (Natalie), Benjamin Schrader (Gabe) y Greg Naughton (Dr. Madden), o la escenificación en el Musical Mondays Theater Lab con Liz Larsen sustituyendo a Sherie Rene Scott.
En junio de 2005, el Village Theatre de Issaquah acogió un nuevo taller en el que participaron intérpretes como Amy Spanger (Diana), Jason Collins (Dan), Mary Faber (Natalie), Benjamin Schrader (Gabe) o Deven May (Dr. Madden). Unos meses después, en septiembre de ese mismo año, el espectáculo pudo verse en el New York Musical Theatre Festival con Amy Spanger (Diana), Joe Cassidy (Dan), Annaleigh Ashford (Natalie), Benjamin Schrader (Gabe) y Anthony Rapp (Dr. Madden), despertando el interés del productor David Stone. En 2006 y 2007, el Second Stage Theater de Nueva York organizó nuevos workshops con Alice Ripley como Diana, Joe Cassidy y Gregg Edelman como Dan, Mary Faber y Phoebe Strole como Natalie, Skylar Astin como Henry y Anthony Rapp como Dr. Madden/Dr. Fine. Durante este tiempo, por sugerencia de David Stone y el director Michael Greif, Yorkey y Kitt revisaron la obra para centrarse más en el sufrimiento de Diana y su familia que en la crítica al sistema médico.

## Producciones

### Off-Broadway/Virginia
Next to Normal debutó oficialmente el 13 de febrero de 2008 en el Second Stage Theater del Off-Broadway, donde se mantuvo en cartel hasta el 16 de marzo de ese mismo año. Dirigido por Michael Greif, con Anthony Rapp como asistente y Sergio Trujillo a cargo del movimiento escénico, el espectáculo fue protagonizado por Alice Ripley como Diana, Brian d'Arcy James como Dan, Jennifer Damiano como Natalie, Aaron Tveit como Gabe, Adam Chanler-Berat como Henry y Asa Somers como Dr. Madden/Dr. Fine.
La crítica especializada recibió el montaje con opiniones divididas e incluso hubo voces que acusaron a sus creadores de lanzar un mensaje irresponsable sobre el tratamiento del desorden bipolar. También se señaló el carácter confuso del libreto, así como su falta de equilibrio entre el drama y la comedia. A pesar de ello, Next to Normal optó a varios premios y su partitura fue reconocida con un Outer Critics Circle Award.
Una vez finalizada la temporada en el Off-Broadway, Yorkey y Kitt continuaron introduciendo cambios en su obra, concentrando aún más la historia en las emociones de Diana y su familia, y desechando elementos que no terminaban de encajar, como por ejemplo el número musical «Feeling Electric». La versión revisada tuvo su estreno regional el 21 de noviembre de 2008 en el Arena Stage de Washington D. C., en su sede temporal en Crystal City, Virginia, y se representó hasta el 18 de enero de 2009. Dirigida también por Michael Greif, la producción reunió al mismo elenco que había protagonizado el musical en Nueva York, exceptuando a Brian d'Arcy James y Asa Somers, que fueron reemplazados por J. Robert Spencer y Louis Hobson como Dan y Dr. Madden/Dr. Fine respectivamente. Gracias a las últimas modificaciones incorporadas, esta vez el aplauso de la crítica fue unánime.

### Broadway
Tras la buena acogida en el Arena Stage, Next to Normal fue transferido al circuito comercial neoyorquino, donde levantó el telón el 15 de abril de 2009 en el Booth Theatre de Broadway, con Michael Greif de nuevo a cargo de la dirección y un reparto idéntico al que había representado el musical en Virginia. En un principio la intención era estrenar en el Longacre Theatre, pero finalmente se optó por un teatro de menor aforo, más acorde a la naturaleza del espectáculo. El resto del equipo artístico lo completaron Mark Wendland en el diseño de escenografía, Jeff Mahshie en el diseño de vestuario, Kevin Adams en el diseño de iluminación, Brian Ronan en el diseño de sonido, Charlie Alterman en la dirección musical y Sergio Trujillo en el movimiento escénico.
Tal y como había ocurrido en Virginia, la obra fue aclamada por la crítica y rápidamente se convirtió en un éxito de público, logrando recuperar la inversión inicial de cuatro millones de dólares en menos de un año. También obtuvo numerosos galardones, entre ellos, tres premios Tony (mejor música original, mejores orquestaciones y mejor actriz principal) y el Pulitzer de teatro, siendo el octavo musical en recibir esta distinción y el primero desde Rent.
Después de 733 funciones regulares y 21 previas, la producción echó el cierre el 16 de enero de 2011, con unos ingresos totales de más de 31 millones de dólares, la mayor recaudación en la historia del Booth Theatre. Durante el tiempo que se mantuvo en cartel, el montaje vio pasar por su elenco a diferentes protagonistas, incluyendo a Marin Mazzie como Diana, Brian d'Arcy James y Jason Danieley como Dan, Meghann Fahy como Natalie y Kyle Dean Massey como Gabe.

### Argentina
En Argentina se estrenó el 5 de enero de 2012 en el Teatro Liceo de Buenos Aires, bajo el título Casi normales. Producida por Javier Faroni y protagonizada por Laura Conforte como Diana, Alejandro Paker como Dan, Florencia Otero como Natalie, Matías Mayer como Gabe, Fernando Dente como Henry y Mariano Chiesa como Dr. Madden/Dr. Fine, la versión porteña contó con dirección de Luis Romero, diseño de escenografía de Marcelo Valiente, diseño de vestuario de Pablo Bataglia, diseño de iluminación de Marco Pastorino, diseño de sonido de Rodrigo Lavecchia y Mauro Agrelo, dirección musical de Gaby Goldman y adaptación al español de Marcelo Kotliar, Pablo del Campo y Diego Jaraz.
Tras su paso por el Liceo, donde se representó hasta el 22 de abril de 2012, el espectáculo también pudo verse en otros teatros de Buenos Aires como el Apolo (2012), el Nacional (2012 y 2013), el Tabarís (2014), el Metropolitan (2015, 2021 y 2024) o el Astral (2018), así como en el Neptuno de Mar del Plata (2022). En total se llevaron a cabo más de 300 funciones, durante las cuales el reparto fue renovándose con diferentes intérpretes, incluyendo a Alejandra Perlusky y Natalia Cociuffo como Diana, Martín Ruiz como Dan, Manuela del Campo y Guadalupe Devoto como Natalie, Fernando Dente, Guido Balzaretti, Bruno Coccia, Iñaki Aldao y Felipe Bou Abdo como Gabe, Peter Lanzani, Franco Masini y Máximo Meyer como Henry, y Fernando Dente, Federico Llambí, Dan Breitman y Eliseo Barrionuevo como Dr. Madden/Dr. Fine.
Uno de los hitos logrados por la compañía de Casi normales fue su participación en el concierto The Songs of Tom Kitt & Brian Yorkey, celebrado el 1 de marzo de 2013 en el Lincoln Center de Nueva York, junto a artistas como Idina Menzel, Alice Ripley, Marin Mazzie, Brian d'Arcy James, Jennifer Damiano, Kyle Dean Massey o Adam Chanler-Berat. La experiencia de unir a los elencos de Argentina y Broadway volvió a repetirse en 2015 y 2016, esta vez en suelo bonaerense, concretamente sobre el escenario del Teatro Astral. La edición de 2016, además, contó con la colaboración especial de Nacha Guevara, Josefina Scaglione y Guido Balzaretti. En septiembre de 2017, el consulado argentino en Manhattan acogió un nuevo concierto auspiciado por el prestigioso programa educativo Go Broadway.

### España
El estreno en España tuvo lugar el 14 de septiembre de 2017 en el Teatro Pérez Galdós de Las Palmas de Gran Canaria, de la mano de la productora Nostromo Live y el mismo equipo que puso en escena el musical en Argentina. El reparto estuvo encabezado por Nina como Diana, Nando González como Dan, Jana Gómez como Natalie, Guido Balzaretti como Gabe, Fabio Arrante como Henry, Roger Berruezo como Dr. Madden/Dr. Fine y Silvia Luchetti como alternante de Diana. Al igual que en Buenos Aires, la dirección recayó en Luis Romero, con Aixa Guerra a cargo del movimiento escénico y Abel Garriga al frente de la orquesta como director musical. Otros creativos involucrados fueron José Novoa en el diseño de escenografía y vestuario, Mingo Albir en el diseño de iluminación, Enric Vinyeta en el diseño de sonido y Xavier Torras en la supervisión musical. La adaptación al castellano utilizada fue la misma que en Argentina, combinándola con nuevas letras escritas por Marc Gómez.
Una vez finalizada su andadura en Las Palmas de Gran Canaria, donde pudo verse hasta el 24 de septiembre de 2017, Casi normales también se representó en la Sala BARTS de Barcelona (entre el 2 de octubre y el 14 de noviembre de 2017), en el Teatro Campos Elíseos de Bilbao (entre el 24 de noviembre y el 3 de diciembre de 2017) y en el Teatro La Latina de Madrid (entre el 18 de diciembre de 2017 y el 28 de enero de 2018). La première madrileña contó con la presencia de Jennifer Damiano y el elenco bonaerense, quienes subieron al escenario durante los saludos finales para interpretar una versión bilingüe de la canción «Light».

### México
Entre el 31 de enero y el 21 de abril de 2019, el Teatro Aldama de Ciudad de México acogió un montaje producido por TOCA Teatro y protagonizado por Susana Zabaleta como Diana, Federico Di Lorenzo como Dan, María Penella como Natalia, Mariano Palacios como Gabe (alternándose con Jerry Velázquez), Jerry Velázquez como Henry (alternándose con Rodolfo Zarco) y Héctor Berzunza como Dr. Mancilla, con Samantha Salgado como suplente de Diana y María Chacón como estrella invitada en el papel de Natalia. La dirección corrió a cargo de Diego del Río, quien también fue el responsable de la adaptación al español junto a Iker Madrid. El resto del equipo artístico lo completaron Luis Carlos Villarreal en el movimiento escénico, Jorge Ballina en el diseño de escenografía, Josefina Echeverría en el diseño de vestuario, Víctor Zapatero en el diseño de iluminación, Alejandro García en el diseño de sonido y Emmanuel Vieyra en la dirección musical.
Posteriormente Casi normales regresó el 4 de julio de 2019 para ofrecer una única función en el Auditorio Luis Elizondo de Monterrey.

### Londres
La primera producción británica se representó entre el 14 de agosto y el 7 de octubre de 2023 en el Donmar Warehouse de Londres, con Caissie Levy como Diana, Jamie Parker como Dan, Eleanor Worthington Cox como Natalie, Jack Wolfe como Gabe, Jack Ofrecio como Henry y Trevor Dion Nicholas como Dr. Madden/Dr. Fine. Dirigida por Michael Longhurst, esta propuesta contó con movimiento escénico de Ann Yee, dirección musical de Nick Barstow, diseño de escenografía y vestuario de Chloe Lamford, diseño de iluminación de Lee Curran, diseño de sonido de Tony Gayle y supervisión musical de Nigel Lilley.
Tras su estancia en el Donmar Warehouse, el espectáculo realizó una temporada limitada en el Wyndham's Theatre del West End entre el 26 de junio y el 21 de septiembre de 2024.

### Otras producciones
Next to Normal se ha estrenado en países como Alemania, Argentina, Australia, Austria, Bélgica, Brasil, Canadá, Chile, China, Corea del Sur, Dinamarca, España, Estados Unidos, Filipinas, Finlandia, Israel, Italia, Japón, México, Noruega, Países Bajos, Perú, Polonia, Portugal, Reino Unido, República Checa, República Dominicana, Singapur, Suecia, Suiza o Venezuela, y ha sido traducido a multitud de idiomas.
Paralelamente a las representaciones en Broadway, una segunda compañía emprendió un tour por Norteamérica que dio comienzo el 28 de noviembre de 2010 en el Ahmanson Theatre de Los Ángeles y finalizó el 30 de julio de 2011 en el Four Seasons Centre de Toronto. El reparto de la gira lo formaron Alice Ripley como Diana, Asa Somers como Dan, Emma Hunton como Natalie, Curt Hansen como Gabe, Preston Sadleir como Henry y Jeremy Kushnier como Dr. Madden/Dr. Fine.
Un montaje inmersivo en el que actores y público compartían un mismo espacio tuvo su première mundial el 6 de julio de 2022 en el Centro de Artes Digitales Ideal de Barcelona, donde pudo verse hasta el 14 de agosto de 2022 como parte de la programación del Festival Grec. Simon Pittman fue el director de esta puesta en escena que protagonizaron Alice Ripley como Diana, Andy Señor como Dan, Jade Lauren como Natalie, Lewis Edgar como Gabe y Eloi Gómez como Henry, acompañados de Adam Pascal como Dr. Madden/Dr. Fine en formato virtual.
Este musical se presentó por primera vez en Santo Domingo, República Dominicana, en 2019. Fue producido por el reconocido empresario y productor Camilo Then y la experimentada productora y directora teatral Joyce Roy, en el antiguo Teatro Estudio del Centro Acrópolis. El elenco incluyó a Laura Leclerc como Diana, el actor y cantante dominicano Alejandro Espino como Daniel, Juan Manuel González como Gabriel, Annabelle Aquino como Natalie, Jean Luis Burgos como Henry y Vladimir Rodríguez Santana como Dr. Madden / Dr. Fine. Joyce Roy fue la directora general, Hari Solano fue la directora musical y Claudia González fue la directora vocal. Años después, en 2023, el musical se presentó nuevamente en el país con los mismos directores pero bajo la producción de Joyce Roy. Esta vez, Laura Leclerc, Alejandro Espino y Juan Manuel González repitieron sus papeles como Diana, Daniel y Gabriel, respectivamente. Cynthia Brens se unió al elenco como Natalie, Lenchy Vargas como Henry y Alejandro Guerrero como el Dr. Madden / Dr. Fine. 

## Números musicales
| Acto I - «Prelude» - «Just Another Day» - «Everything Else» - «Who's Crazy»/«My Psychopharmacologist and I» - «Perfect for You» - «I Miss the Mountains» - «It's Gonna Be Good» - «He's Not Here» - «You Don't Know» - «I Am the One» - «Superboy and the Invisible Girl» - «I'm Alive» - «Make Up Your Mind»/«Catch Me I'm Falling» - «I Dreamed a Dance» - «There's a World» - «I've Been» - «Didn't I See This Movie?» - «A Light in the Dark» | Acto II - «Wish I Were Here» - «Song of Forgetting» - «Hey #1» - «Seconds and Years» - «Better Than Before» - «Aftershocks» - «Hey #2» - «You Don't Know (Reprise)» - «How Could I Ever Forget?» - «It's Gonna Be Good (Reprise)» - «Why Stay?»/«A Promise» - «I'm Alive (Reprise)» - «The Break» - «Make Up Your Mind»/«Catch Me I'm Falling (Reprise)» - «Maybe (Next to Normal)» - «Hey #3/Perfect for You (Reprise)» - «So Anyway» - «I Am the One (Reprise)» - «Light» |

## Repartos originales
| Personaje           | Off-Broadway (2008) | Broadway (2009)    | Gira en Norteamérica (2010) | Argentina (2012) | España (2017)    | México (2019)       | West End (2024)         |
| Diana               | Alice Ripley        | Alice Ripley       | Alice Ripley                | Laura Conforte   | Nina             | Susana Zabaleta     | Caissie Levy            |
| Dan                 | Brian d'Arcy James  | J. Robert Spencer  | Asa Somers                  | Alejandro Paker  | Nando González   | Federico Di Lorenzo | Jamie Parker            |
| Natalie             | Jennifer Damiano    | Jennifer Damiano   | Emma Hunton                 | Florencia Otero  | Jana Gómez       | María Penella       | Eleanor Worthington Cox |
| Gabe                | Aaron Tveit         | Aaron Tveit        | Curt Hansen                 | Matías Mayer     | Guido Balzaretti | Mariano Palacios    | Jack Wolfe              |
| Henry               | Adam Chanler-Berat  | Adam Chanler-Berat | Preston Sadleir             | Fernando Dente   | Fabio Arrante    | Jerry Velázquez     | Jack Ofrecio            |
| Dr. Madden/Dr. Fine | Asa Somers          | Louis Hobson       | Jeremy Kushnier             | Mariano Chiesa   | Roger Berruezo   | Héctor Berzunza     | Trevor Dion Nicholas    |

## Grabaciones
Existen varios álbumes interpretados en sus respectivos idiomas por los elencos de las distintas producciones que se han estrenado a lo largo de todo el mundo. Además, también está disponible una grabación en vídeo del montaje original londinense que fue filmada en directo sobre el escenario del Wyndham's Theatre para su posterior emisión en el programa Great Performances de la cadena estadounidense PBS.

## Premios y nominaciones

### Producción original del Off-Broadway
| Año  | Premio                     | Categoría                            | Nominado                             | Resultado |
| ---- | -------------------------- | ------------------------------------ | ------------------------------------ | --------- |
| 2008 | Drama League Award         | Mejor producción de un musical       | Mejor producción de un musical       | Nominado  |
| 2008 | Drama League Award         | Mejor intérprete                     | Brian d'Arcy James                   | Nominado  |
| 2008 | Drama Desk Award           | Mejor actriz en un musical           | Alice Ripley                         | Nominada  |
| 2008 | Drama Desk Award           | Mejor música                         | Tom Kitt                             | Nominado  |
| 2008 | Outer Critics Circle Award | Mejor actriz en un musical           | Alice Ripley                         | Nominada  |
| 2008 | Outer Critics Circle Award | Mejor musical del Off-Broadway nuevo | Mejor musical del Off-Broadway nuevo | Nominado  |
| 2008 | Outer Critics Circle Award | Mejor música nueva                   | Mejor música nueva                   | Ganador   |
| 2008 | Lucille Lortel Award       | Mejor musical                        | Mejor musical                        | Nominado  |
| 2008 | Lucille Lortel Award       | Mejor actor de reparto               | Aaron Tveit                          | Nominado  |
| 2008 | Lucille Lortel Award       | Mejor diseño de iluminación          | Kevin Adams                          | Nominado  |

### Producción original de Broadway
| Año  | Premio         | Categoría                             | Nominado                   | Resultado |
| ---- | -------------- | ------------------------------------- | -------------------------- | --------- |
| 2009 | Tony Award     | Mejor musical                         | Mejor musical              | Nominado  |
| 2009 | Tony Award     | Mejor libreto de un musical           | Brian Yorkey               | Nominado  |
| 2009 | Tony Award     | Mejor música original                 | Tom Kitt, Brian Yorkey     | Ganadores |
| 2009 | Tony Award     | Mejor actor principal en un musical   | J. Robert Spencer          | Nominado  |
| 2009 | Tony Award     | Mejor actriz principal en un musical  | Alice Ripley               | Ganadora  |
| 2009 | Tony Award     | Mejor actriz de reparto en un musical | Jennifer Damiano           | Nominada  |
| 2009 | Tony Award     | Mejor dirección en un musical         | Michael Greif              | Nominado  |
| 2009 | Tony Award     | Mejores orquestaciones                | Michael Starobin, Tom Kitt | Ganadores |
| 2009 | Tony Award     | Mejor diseño de escenografía          | Mark Wendland              | Nominado  |
| 2009 | Tony Award     | Mejor diseño de iluminación           | Kevin Adams                | Nominado  |
| 2009 | Tony Award     | Mejor diseño de sonido                | Brian Ronan                | Nominado  |
| 2010 | Pulitzer Prize | Pulitzer Prize                        | Pulitzer Prize             | Ganador   |

### Producción original española
| Año  | Premio                    | Categoría                   | Nominado         | Resultado |
| ---- | ------------------------- | --------------------------- | ---------------- | --------- |
| 2018 | Premio del Teatro Musical | Mejor musical               | Mejor musical    | Nominado  |
| 2018 | Premio del Teatro Musical | Mejor dirección de escena   | Luis Romero      | Nominado  |
| 2018 | Premio del Teatro Musical | Mejor dirección musical     | Abel Garriga     | Ganador   |
| 2018 | Premio del Teatro Musical | Mejor diseño de iluminación | Mingo Albir      | Nominado  |
| 2018 | Premio del Teatro Musical | Mejor diseño de sonido      | Enric Vinyeta    | Nominado  |
| 2018 | Premio del Teatro Musical | Mejor actriz protagonista   | Nina             | Nominada  |
| 2018 | Premio del Teatro Musical | Mejor actor protagonista    | Guido Balzaretti | Nominado  |
| 2018 | Premio del Teatro Musical | Mejor actriz de reparto     | Jana Gómez       | Nominada  |
| 2018 | Premio del Teatro Musical | Mejor actor de reparto      | Nando González   | Nominado  |

### Producción original de Londres
| Año  | Premio        | Categoría                             | Nominado                | Resultado |
| ---- | ------------- | ------------------------------------- | ----------------------- | --------- |
| 2024 | Olivier Award | Mejor musical nuevo                   | Mejor musical nuevo     | Nominado  |
| 2024 | Olivier Award | Mejor actriz en un musical            | Caissie Levy            | Nominada  |
| 2024 | Olivier Award | Mejor actor de reparto en un musical  | Jack Wolfe              | Nominado  |
| 2024 | Olivier Award | Mejor actriz de reparto en un musical | Eleanor Worthington Cox | Nominada  |